# Галерија грбова Гватемале
Галерија грбова Гватемале обухвата актуелни грб Гватемале, историјске грбове земаља на простору данашње Гватамале, те грбове административних јединица ове државе.

## Актуелни грб Гватемале
- Грб Гватемале 
 (1871—данас)
- „наличје” истог грба

## Историјски  грбови Гватемале
- Грб Централне Америке 
 (1823—1825)
- Грб Федерације Централна Америка 
 (1825—1842)
- Грб Гватемале 
 (1825—1843)
- Грб државе Гватемале 
 (1843—1851)
- Грб Гватемале 
(1851-1858)
- Грб Гватемале 
(1858-1871)
- Грб Гватемале 
 (1871—данас)

## Грбови административних јединица Гватемале
- Грб Горњег Верапаса 
 (1)
- Грб Чималтенанга 
 (3)
- Грб Чикимуле 
 (4)
- Грб Петена 
 (5)
- Грб Ел Прогреса 
 (6)
- Грб Ел Кичеа 
 (7)
- Грб Ескуинтле 
 (8)
- Грб Округа Гватемала 
 (9)
- Грб Уеуетенанга 
 (10)
- Грб Исабала 
 (11)
- Грб Халапе 
 (12)
- Грб Хутијапе 
 (13)
- Грб Кецалтенанга 
 (14)
- Грб Реталулеуа 
 (15)
- Грб Сакатепекеса 
 (16)
- Грб Сан Маркоса 
 (17)
- Грб Санта Росе 
 (18)
- Грб Сололе 
 (19)
- Грб Сучитепекеса 
 (20)
- Грб Тотоникапана 
 (21)
- Грб Сакапе 
 (22)